# ジョセフ・ヴァンス
ジョセフ・ヴァンス（Joseph Vance、1786年3月21日 - 1852年8月24日）は、アメリカ合衆国の政治家。ホイッグ党から初めて、オハイオ州知事（第13代）を務めた。
ペンシルベニア州キャットフィッシュ（現：ワシントン）の生まれ。アメリカ独立戦争に従軍した父とともにケンタッキー州ヴァンスバーグに、それからオハイオ州アーバナに移った。
農民だったヴァンスは米英戦争で、瞬く間に少佐から少将に出世。オハイオ州下院議員を1812年から1813年、1815年から1816年、1818年から1819年と務めた。1820年に連邦下院議員に選出され7期、1836年に州知事選挙に出馬し、1期2年を務めた。
彼は引退するつもりだったが、州上院議員に選出され、1840年から1841年まで務めた。それからヴァンスは1842年に再び連邦下院議員に立候補、1846年に不出馬を決めるまでの2期を務めた。